# 松浦祐也
松浦 祐也（まつうら ゆうや、1981年4月14日 - ）は、日本の俳優。埼玉県出身。バードレーベル所属。
曽根晴美の付き人を経て、俳優となる。2003年、城定秀夫監督映画『味見したい人妻たち』でデビュー。以降、映画を中心に活躍。

## 出演

### 映画
- 思い出がいっぱい（2004年）
- 東京ゾンビ（2005年）
- フレンズ (2005年）
- 妻たちの告白（2005年）
- 狂愛〜死ぬまでにしたい4つのこと〜（2005年）
- 義母と義姉の秘密（2005年）
- 眺めのいい部屋（2005年）
- うなじ美人（2005年）
- 美しき覚醒（2005年）
- ロシア義母・湯上がり美人（2005年）
- さちこの幸（2005年）
- 何処へ（2005年）
- 押入れ（2005年）
- ヒモのヒロシ (2005年）
- キレイになりたい（2005年）
- 舞う指は誰と踊る（2005年）
- 短距離TOBI-UO（2005年）
- 昨日はいつまで今日はいつから（2005年）
- 初恋（2006年）
- パイルドライバー（2006年）
- 檻 Prison Girl（2006年）
- ロトセックス（2006年）
- ギネスの女房（2006年）
- 妹（2006年）
- FM89.3MHz（2007年）
- TRY（2007年）
- キトキト（2007年）
- それでも僕はやってない（2007年）
- ドロップ（2008年）
- 実録・連合赤軍 あさま山荘への道程（2008年）
- 八月の軽い豚（2008年）
- ガチバンシリーズ
  - ガチバン（2008年）
  - ガチバンII（2008年）
  - ガチバン アルティメイタム（2011年）
  - ガチバンZ 代理戦争（2013年）
- 美代子阿佐ヶ谷気分（2009年）
- 新宿区歌舞伎町保育園（2009年）
- デメキング（2009年）
- 秘書（2009年）
- アカシアの花の咲き出すころ（2009年）
- インスタント沼（2009年）
- クジラ極道の食卓（2009年）
- 新・監禁逃亡2〜幻夜〜 (2009年)
- 真夜中の羊（2010年）
- ヒーローショー（2010年）
- かずら（2010年）
- アメイジンググレイス（2010年）
- ハシッシ・ギャング（2010年）
- マイ・バック・ページ（2011年）
- 死に行く妻との旅路（2011年）
- 終わってる（2011年）
- PANORAMA（2011年）
- 電人ザボーガー（2011年）
- NINIFUNI（2011年）
- DEPTHS（2011年）
- 惑星ミズサ（2012年）
- トリハダ ‐劇場版‐（2012年）
- 苦役列車（2012年）
- 莫逆家族-バクギャクファミーリア-（2012年）
- 旅立ちの島唄〜十五の春〜（2013年）
- R100（2013年）
- クローズEXPLODE（2014年）
- ローリング（2015年）
- 悪食配信（2016年1月22日）
- 101回目のベッド・イン（2016年2月27日）
- 断食芸人（2016年2月27日）
- セーラー服と機関銃#2016年版（2016年3月5日）
- ディストラクション・ベイビーズ（2016年5月21日）
- 走れ、絶望に追いつかれない速さで（2016年6月4日）
- 知らない町（2016年6月11日）
- ディアスポリス -DIRTY YELLOW BOYS-（2016年9月3日）
- エミアビのはじまりとはじまり（2016年9月3日）
- 怒り（2016年9月17日）
- 闇金ウシジマくん Part3（2016年9月22日）
- バースデーカード（2016年10月22日）
- 岬の兄妹（2018年7月14日）
- おっさんのケーフェイ（2019年2月16日、谷口恒平監督） - 輝夫の父・靖隆役[4]
- さよならくちびる（2019年5月31日）
- 人数の町（2020年9月4日）
- 東京バタフライ（2020年9月11日）
- 泣く子はいねぇが（2020年11月20日）
- 無頼（2020年12月12日）
- 由宇子の天秤（2021年9月17日）
- DIVOC-12「海にそらごと」（2021年10月1日） - スナックの常連客 役[5]
- ONODA 一万夜を越えて（2021年10月8日日本公開）- 小塚金七 役[6]
- MIRRORLIAR FILMS plus『灯火』（2021年10月15日、and pictures）- 主演
- 麻希のいる世界（2022年1月29日）- 金物屋店長 役 [7]
- ちょっと思い出しただけ（2022年2月11日）- 酔っ払い 役
- 終わりが始まり（2022年5月27日）
- コンビニエンス・ストーリー（2022年8月5日）
- “それ”がいる森（2022年9月30日）- 中村良一 役[8]
- 夜明けまでバス停で（2022年10月8日）- 工藤武彦 役[9]
- 探偵マリコの生涯で一番悲惨な日（2023年6月30日、東映ビデオ）- 南部 役[10][11]
- 福田村事件（2023年9月1日、太秦） - 井草茂次 役[12]
- almost people「次男のはなし」（2023年9月30日、コギトワークス） - アキオ 役[13]
- キリエのうた（2023年10月13日、東映） - 波田目新平 役[14]
- ロストサマー（2023年10月13日、889FILM）[15]
- リゾートバイト（2023年10月20日、イオンエンターテイメント）- 岩崎公太 役[16][17][18]
- 獣手（2024年1月27日、映画畑） - 黒田隆一 役[19]
- ブルーイマジン（2024年3月16日、コバルトピクチャーズ）[20]
- 十一人の賊軍（2024年11月1日、東映） - 三途 役[21]
- 雨の中の慾情（2024年11月29日、カルチュア・パブリッシャーズ）[22]
- 嗤う蟲（2025年1月24日、ショウゲート）[23]
- 逃走（2025年3月15日、太秦）[24]

### テレビドラマ
- イグザンプラードラマ（2006年 - 2007年、テレビ神奈川）
- 週刊真木よう子 第2話「スノウブラインド」（2008年4月9日、テレビ東京） - 警官 役
- 連続テレビ小説 瞳 第41・42話（2008年5月16日・17日、NHK） - 水色 役
- オルトロスの犬 第2話（2009年7月31日、TBS） - 内田 役
- もやしもん 第3・4・10話（2010年7月22日・29日・9月9日、フジテレビ）
- モウソウ刑事!（2011年1月12日 - 3月30日、東海テレビ） - 浦松義男 役
- エアーズロック 第4話・最終話（2012年、東名阪ネット6） - ゴカングリーン / 緑川義男 役
- ヒトリシズカ 第2話（2012年10月28日、WOWOW） - コンビニ店長 役
- ノーコン・キッド 〜ぼくらのゲーム史〜 第1・2・7・10 - 最終話（2013年10月4日 - 12月20日、テレビ東京） - 田崎邦男 役
- ハクバノ王子サマ 純愛適齢期 第7話（2013年11月14日、読売テレビ）
- リバースエッジ 大川端探偵社 第7話（2014年5月31日、テレビ東京） - 種村種蔵 役
- びったれ!!!（2015年2月4日、テレビ神奈川） - 芳朗 役
- ドS刑事 第10話（2015年6月13日、日本テレビ） - 富樫護 役
- プラージュ 第5話（2017年8月12日〜9月9日、WOWOW） - 津田重明 役
- コード・ブルー -ドクターヘリ緊急救命- 3rd season 最終話（2017年9月18日、フジテレビ） - 佐藤文彦 役
- 相棒（2018年） - 宮坂光男
- シロでもクロでもない世界で、パンダは笑う。（2020年） - 中島きよし
- 密告はうたう 警視庁監察ファイル（2021年8月 - 、WOWOWプライム） - 滝本 役
- 仮面ライダーリバイス 第3話・4話ゲスト（2021年9月19日・26日、テレビ朝日） - 吉田浪夫 役
- ビッ友×戦士 キラメキパワーズ! 第30話（2022年2月6日、テレビ東京） - 舘倫太郎 役
- 相棒 season20 第17話（2022年） - 今泉悟志 役
- 杉咲花の撮休 第1話「丸いもの」（2023年2月10日、WOWOW） - 権田 役[25]
- シガテラ （2023年6月3日、テレビ東京） - 胃ガンの男 役
- にんげんこわい2 第2話・第3話「品川心中（上・下）」（2023年8月18日・25日、WOWOW） - 平助 役[26]
- 母の待つ里（2024年8月16日・23日、NHK BSプレミアム4K / 9月21日・28日、NHK BS） - カンジ 役[27]

### 舞台
- 「食卓ロマン」（2009年）
- 「狂人日記」（2010年）
- 「それで、」（2010年）
- ポツドール「おしまいのとき」（2011年）
- ポツドール「夢の城」（2012年）
- 昨日の祝賀会「冬の短編」（2013年）
- 赤堀雅秋プロデュース「震度3」（2025年公演予定）[28]

### CM
- ANA 旅割（2007年）
- ロッテ ACUO POWDER（2011年）
- 日本コカ・コーラ ジョージア（2012年 - 2013年）

### 配信ドラマ
- 仮面ライダーBLACK SUN（2022年10月28日、Amazon Prime Video） - ゴルゴム警備怪人 役
- First Love 初恋（2022年11月24日、監督・脚本：寒竹ゆり、Netflix） - 五木田圭吾 役
- 季節のない街（2023年8月9日、Disney+） - 長谷川 役

### MV
- サカナクション「ナイトフィッシングイズグッド」（2008年）
- 乃木坂46「君の名は希望」（2013年）

### WEB
- ジョニー・ウォーカー KEEP WALKING THEATRE「約束」（2011年）
- WEB-CM「パーゴルフ」（2011年）